# 塞巴斯蒂安·菲舍尔
塞巴斯蒂安·菲舍尔（德語：Sebastian Fischer，1928年9月2日—2018年10月17日），德国电影演员和和译制片配音演员。